# Emma Romeu
Emma Romeu Riaño (La Habana, 1954) conocida como Emma Romeu, es una escritora, periodista ambiental y poeta de origen cubano. De formación geógrafa y oceanógrafa, ha colaborado con la revista National Geographic en español y publicado su obra con editoriales como Alfaguara  SM, Norma, Lectorum. 
En la actualidad vive en Boston, Massachusetts.

## Trayectoria
Con el título de geógrafa de la Universidad de La Habana, cursos en ecología y biogeografía y graduada de técnica oceanóloga por la Academia de Ciencias de Cuba, recibió también la certificación de redactora de prensa.
Inició su carrera como ayudante de investigaciones de Oceanografía física en la Academia de Ciencias de Cuba, donde realizó un estudio sobre las corrientes marinas usando botellas con mensajes. Durante algunos años navegó por el archipiélago cubano en busca de datos oceanográficos lo que le permitió conocer las historias que contaban los pescadores y que posteriormente desarrolló en sus libros y artículos sobre diversidad y medio ambiente.
Llegó al periodismo a través del editor Rigoberto Monzón Llambía. Trabajó en la revista Zunzún y más tarde pasó a formar parte del equipo de la revista Somos jóvenes hasta que, en 1992, emigró a México y publicó sus artículos en diferentes medios del país, convirtiéndose en colaboradora asidua de National Geographic Magazine. 
Durante algunos años estuvo a cargo de la redacción en la publicación Biodiversitas de la Comisión Nacional de Biodiversidad y fue asistente editorial de la revista científica Etnoecológica, auspiciada por la Universidad Nacional Autónoma de México.
También ha escrito numerosos libros infantiles y juveniles abarcando los géneros de novela, cuento y libros de información. Sus artículos sobre biodiversidad han tenido amplia difusión en colegios y universidades. Es autora de un libro de reportajes sobre el ambiente de Cuba y de México y de más de una docena de libros para niños y jóvenes, entre los que se cuentan varias novelas de aventuras de marcado éxito como Gregorio y el mar. En su obra literaria destaca el mar como escenario. Emigró a México a principio de los 90 y posteriormente trasladó su residencia a Boston
En 2013 publicó el poemario Renovación de la luna en conexión con Cuba tras dos décadas de exilio, que fue traducido al inglés, y otros  libros de poesía en años sucesivos.

## Obra literaria

### Libros
- Diarios, poemas y caprichos de una princesa peregrina, Editorial Verbum, Madrid, 2023
- El monje, el leopardo y el grillo cubano, Editorial Verbum, Madrid, 2022.
- Felipe Poey: el científico que amaba los peces (libro ilustrado para niños), Pearson Education, Estados Unidos, 2020.
- Ahora que me deja un minuto la vida, Estados Unidos, 2015.
- Renovación de la luna, Estados Unidos, 2013.
- El Rey de las octavas, Lectorum publications Inc, New York, Estados Unidos, 2007.
- Azul y otros relatos del mar, Alfaguara, México, 2005. ISBN 6071117585
- Un bosque para la mariposa monarca, Altea, Santillana, México, 2005.
- El pájaro mosca, Altea, Santillana, México, 2004. ISBN 9702905117
- Orejas de cielo y otros cuentos, SM Ediciones, México, 2003.
- Rene y el pigmeo en la selva, Editorial Norma, México, 2003. ISBN 9700907805
- Ahí viene el lobo gris, Santillana, México, 2003.
- Las patas del flamenco, Altea, Santillana, México, 2002.
- Mi amigo el Manatí, Altea, Santillana, México, 2002.
- Naufragio en las Filipinas, Alfaguara, México, 2000.
- Gregorio y el pirata, Alfaguara, México, 1999.
- Los dioses tosen, Instituto Michoacano de Cultyra y Centro Universitario de Arte, Universidad de Guadalajara, 1997
- A Mississippi por el mar, Alfaguara, México, 1999. ISBN 9681905547
- Gregorio vuelve a México, Alfaguara México 1998. ISBN 9681903676
- Gregorio y el mar, Alfaguara, Madrid, 1996. ISBN 9681905539

## Audiolibros
- Rene y el pigmeo en la selva, Boston, Massachusetts, 2009
- El cangrejito ermitaño, Boston, Massachusetts, 2009

## Obra periodística

### Selección de artículos
- Un hogar para el quetzal, Selecciones del Reader's Digest, julio de 2005.
- Nuevo récord de murciélago pescador, National Geographic Magazine (Español), febrero de 2004.
- Ejercicio plástico, un atípico mural de Siqueiros, National Geographic Magazine (Español), agosto de 2003.
- De flamencos y jaguares, National Geographic Magazine (Español), agosto de 2003.
- La marsopa vaquita, National Geographic Magazine (Español), febrero de 2003.
- El bosque de niebla de “Las cañadas”, National Geographic Magazine (Español), agosto de 2002.
- Guanacaste, Costa Rica, National Geographic Magazine (Español), octubre de 2001.
- Ballenas del Pacífico sur, National Geographic Magazine (Español), noviembre de 2000.
- Mariposas monarcas en Cuba y México, National Geographic Magazine (en español), julio de 2000.
- Cocodrilos mexicanos, Biodiversitas, n.º 17, México D.F, febrero de 1998.
- El gran manatí antillano, Biodiversitas, n.º 16, México D.F, octubre de 1997.
- Flamencos en Yucatán, Biodiversitas, n.º 15, México D.F, octubre de 1997.
- Los cenotes, ventanas a la biodiversidad del subsuelo, Biodiversitas, No 13, México D.F, junio de 1997.
- Recuperar el lobo mexicano, una deuda con la biodiversidad, Biodiversitas, No 10, México D.F, febrero de 1997.
- Camarón: biodiversidad y recurso, Biodiversitas, No 10, México D.F, diciembre de 1996.
- Púrpura pansa, un caracol protegido por las leyes ambientales, La Jornada ecológica, México, D.F, 22 de agosto de 1996.
- Palofierro: La madera del desierto, el palofierro, La Jornada ecológica, México D.F, 22 de agosto de 1996.
- El jaguar, Biodiversitas, n.º 7, México D.F, junio de 1996.
- La vainilla que emigró de México, Uno más uno, México, D.F, 15 de abril de 1996.
- Pastos marinos: una cuna para la biodiversidad, Biodiversitas, n.º 5, México D.F, febrero de 1996.
- Insectos comestibles: ¿una dieta para el futuro?, Biodiversitas, n.º 5, México D.F, febrero de 1996.
- Los pinos mexicanos, récord mundial de la biodiversidad, Biodiversitas, No 2, México D.F, julio de 1995.
- Cuba: Ecología a la fuerza, Revista del Sur, red del Tercer Mundo, n.º 42, marzo de 1995.
- Cuba, caminar sobre el caimán, revista Integral, Barcelona, dic. de 1991.